# Parasphaerichthys
Parasphaerichthys är ett släkte av fiskar. Parasphaerichthys ingår i familjen Osphronemidae.
Kladogram enligt Catalogue of Life:
| Parasphaerichthys | \| \| Parasphaerichthys lineatus \| \| \| \| \| \| Parasphaerichthys ocellatus \| \| \| \| |
|                   | \| \| Parasphaerichthys lineatus \| \| \| \| \| \| Parasphaerichthys ocellatus \| \| \| \| |
|                   | Belontia                                                                                   |
|                   |                                                                                            |
|                   | Betta                                                                                      |
|                   |                                                                                            |
|                   | Ctenops                                                                                    |
|                   |                                                                                            |
|                   | Luciocephalus                                                                              |
|                   |                                                                                            |
|                   | Macropodus                                                                                 |
|                   |                                                                                            |
|                   | Malpulutta                                                                                 |
|                   |                                                                                            |
|                   | Osphronemus                                                                                |
|                   |                                                                                            |
|                   | Parosphromenus                                                                             |
|                   |                                                                                            |
|                   | Pseudosphromenus                                                                           |
|                   |                                                                                            |
|                   | Sphaerichthys                                                                              |
|                   |                                                                                            |
|                   | Trichogaster                                                                               |
|                   |                                                                                            |
|                   | Trichopodus                                                                                |
|                   |                                                                                            |
|                   | Trichopsis                                                                                 |
|                   |                                                                                            |
|                   | Parasphaerichthys lineatus                                                                 |
|                   |                                                                                            |
|                   | Parasphaerichthys ocellatus                                                                |
|                   |                                                                                            |

|  | Parasphaerichthys lineatus  |
|  |                             |
|  | Parasphaerichthys ocellatus |
|  |                             |